# Jo Jeong-seok
Dans ce nom coréen, le nom de famille, Jo, précède le nom personnel.
Jo Jeong-seok (hangeul: 조정석) est un acteur sud-coréen, né le 26 décembre 1980 à Séoul. Il est mieux connu pour ses rôles dans différentes séries télévisées tels que You're the Best, Lee Soon-shin et Oh My Ghostess, ainsi que pour les films My Love, My Bride et The Exclusive: Beat the Devil's Tattoo.

## Filmographie

### Films
- 2012 : Architecture 101 (건축학개론) de Lee Yong-joo : Nap-tteuk-i
- 2012 : Almost Che (강철대오 : 구국의 철가방) de Yook Sang-hyeon : Hwang Yeong-min
- 2013 : Gwansang (관상) de Han Jae-rim : Paeng-heon
- 2014 : The Fatal Encounter (역린) de Lee Jae-gyoo : Eul-soo
- 2014 : My Love, My Bride (나의 사랑 나의 신부) de Lim Chan-sang : Yeong-min
- 2015 : The Exclusive: Beat the Devil's Tattoo (특종: 량첸살인기) de Roh Deok : Heo Moo-hyeok
- 2015 : Time Renegades (시간이탈자) de kwak Jae-Yong : Ji-hwan
- 2016 : Brother (형) de Kwon Soo-kyeong : Doo-sik
- 2018 : Intimate Strangers : Yeon-woo (voix)
- 2018 : The Drug King (마약왕) de Woo Min-ho : Kim In-goo
- 2019 : Hit-and-Run Squad (뺑반) de Han Jun-hee : Jeong Jae-cheol
- 2019 : Exit (엑시트) de Lee Sang-geun : Yong-nam

### Séries télévisées
- 2011 : What's Up? (왓츠업) de Jang Mi-ja et Song Ji-won : Kim Byeong-geon
- 2012 : The King 2 Hearts (더킹투허츠) de Jeong Dae-yoon et Lee Jae-gyoo : Eun Si-kyeong
- 2013 : You're the Best, Lee Soon-shin (최고다 이순신) de Yoon Seong-sik : Sin Joon-ho
- 2015 : Oh My Ghostess (오 나의 귀신님) de Yoo Je-won : Kang Seon-woo
- 2016 : Don't Dare to Dream (질투의 화신) de Park Shin-woo : Lee Hwa-sin
- 2016 : The Legend of the Blue Sea (푸른 바다의 전설) de Jin Hyeok et Park Seon Ho : Jeon Hoon
- 2017 : Two Cops (투깝스) de Byun Sang Soon : Cha Dong Tak
- 2019 : The Nokdu Flower (녹두꽃) de Jung Hyun Min : Baek Yi Kang
- 2020 : Hospital playlist de Lee Woo Jeong : Lee Ik Joon
- 2021 : Hospital playlist 2  de Lee Woo Jeong : Lee Ik Joon
- 2023 : Spy, The Fascinated (세작, 매혹된 자들) : Lee In
- 2024:  L’intrigante et le roi de Cho Nam-guk et de Kim Seon-deok